# Як розбудити Сплячу красуню
«Як розбудити Сплячу красуню» — кінофільм режисера Дона Хана, що вийшов на екрани в 2009 році.

## Зміст
Про відродження анімації легендарної студії «Disney» у період 1984 - 1994 років.

## Ролі
| Актор              | Роль |
| ------------------ | ---- |
| Стівен Спілберг    | -    |
| Тім Бертон         | -    |
| Роберт Земекіс     | -    |
| Джон Лассетер      | -    |
| Генрі Селік        | -    |
| Елтон Джон         | -    |
| Дон Блут           | -    |
| Кріс Емерсон       | -    |
| Алан Менкен        | -    |
| Джеффрі Катценберг | -    |

## Знімальна група
- Режисер — Дон Хан
- Сценарист — Патрік Пачеко
- Продюсер — Дон Хан, Пітер Шнайдер, Конні Нартоніс Томпсон
- Композитор — Кріс П. Бейкон